# Chorrera de las González
Chorrera de las González es una caída de agua ubicada al oeste de la ciudad de Mérida, en los Andes venezolanos. Fue declarado Monumento Natural en un área de 126 hectáreas bajo el decreto N.- 605 el 8 de mayo de 1980 y publicada en la Gaceta Oficial N.- 31.980 el 9 de mayo de 1980.
El espacio se caracteriza por la vegetación de bosques ombrófilos montano y matorral andino. El lugar es hábitat de aves como la pava andina y el paují copete de piedra, y de algunos mamíferos como la ardilla, el conejo de monte andino y la lapa.